# 保加利亚工人党/共产党人/
保加利亚工人党/共产党人/（缩写为BRP/k/）是保加利亚的一个共产主义政党。该党成立于2000年。该党的意识形态是共产主义、马克思列宁主义、斯大林主义。该党的政治立场是极左翼。该党的领袖是Ivan Vodenicharski。该党出版刊物《火花》。该党是革命政党和组织国际协调的成员，也曾参与巴尔干半岛共产党和工人党会议。该党与希腊共产主义组织有来往。